# Tinajas (Hidalgo)
Tinajas es una localidad mexicana, localizada en el municipio de Tepeji del Río de Ocampo en el estado de Hidalgo.

## Geografía
Se encuentra en la región geográfica del Valle del Mezquital; a la localidad le corresponden las coordenadas geográficas 19° 54’ 03.280” de latitud norte y 99° 21’ 53.803” de longitud oeste; con una altitud de 2228 m s. n. m. Cuenta con un clima templado subhúmedo con lluvias en verano, de humedad media.
En cuanto a fisiografía se encuentra en la provincia del Eje Neovolcánico, dentro de la subprovincia de Lagos y Volcanes de Anáhuac; su terreno es de lomerío. En lo que respecta a la hidrografía se encuentra posicionado en la región del Pánuco, dentro de la cuenca del río Moctezuma, y en la subcuenca del río El Salto.

## Demografía
En 2020 registró una población de 4076 personas, lo que corresponde al 4.50 % de la población municipal; de los cuales 1940 son hombres y 2136 son mujeres.
| Gráfica de evolución demográfica de Tinajas entre 1900 y 2020                                |
|                                                                                              |
| Población de los censos y conteos del Instituto Nacional de Estadística y Geografía (INEGI). |